# Amour et Malédiction
Pour plus de détails, voir Fiche technique et Distribution.
Amour et Malédiction (Love and Curses) est un court métrage d'animation de la série américaine Merrie Melodies réalisé par Ben Hardaway et Cal Dalton, produit par les Leon Schlesinger Productions et sorti en 1938.